# Anti-Pasti
Anti-Pasti sind eine britische Punk-Band, die 1979 vom Sänger Martin Roper und Gitarristen Dugi Bell gegründet wurde. Zur ursprünglichen Besetzung zählten ferner Kev Nixon (Schlagzeug), Will Hoon (E-Bass); später schloss sich Olly Hoon als zweiter Gitarrist der Band an. Die Band wurde vom Erfolg der Oi!-Welle mitgetragen, die erste LP (The Last Call) stand 7 Wochen in den britischen Charts, mit der höchsten Platzierung 31.
Anti-Pasti lösten sich 1982 auf, als der Sänger die Band verließ. Die übrigen Mitglieder formierten die Band The Aces, konnten mit ihrer einzigen Single One Way Street / Why Should It Be Mine (Etc ETC-01) aber nicht an den Erfolg von Anti-Pasti anschließen. Mitte 1984 löste sich das Projekt auf, tritt seit 2012 aber wieder auf.

## Diskografie
- Four Sore Points (EP; Rondolet ROUND-2), Mai 1980
- Let Them Free // Another Dead Soldier / Hell (Rondelet ROUND-5), Januar 1981
- The Last Call (LP; Rondelet ABOUT-5) August 1981
- Six Guns // Now’s the Time / Call the Army (Rondelet ROUND-10), 1981
- Don’t Let ‘Em Grind You Down, 7"-Split-EP mit The Exploited (Superville Records), November 1981
- East to West / Burn in Our Own Flames (Rondelet ROUND-18), 1982
- Caution in the Wind (Album, Rondelet ABOUT-7), 1982
- Caution in the Wind / Last Train (Rondelet ROUND-26), 1982

### Kompilationen und CDs
- Anti-Pasti (Singles Compilation) (Rondelet ABOUT-13) -83
- The Last Call (CD; Anagram CDGRAM 48)
- Caution in the Wind (CD; Anagram CDPUNK 53)
- The Best of Anti-Pasti (CD; Dojo), 1996
- The Punk Singles Collection (CD; Anagram CDPUNK-106)
- No Government